# Zdroje w Łodzi
Zdroje – publiczne uliczne źródła wody pitnej, ustawione w Łodzi na ulicy Piotrkowskiej. Minizdroje zostały uruchomione w czerwcu 2009 r. w ramach programu „Fontanny dla Łodzi”, pod honorowym patronatem Prezydenta Miasta Łodzi. Woda w 90% pochodzi z ujęć głębinowych. 
Zdroje w kształcie kolumn z misami, ozdobione motywami dzieci i ryb, znajdują się w czterech miejscach na ulicy Piotrkowskiej: przy skrzyżowaniu z ul. Jaracza, w Pasażu Schillera, w Pasażu Rubinsteina, oraz przy skrzyżowaniu z ul. Roosevelta.
Autorami rzeźb są Magdalena Walczak i Marcin Mielczarek, a koncepcję architektoniczną opracował Krzysztof Wardecki. Wykonawcą projektu jest Zakład Wodociągów i Kanalizacji w Łodzi.

## Galeria

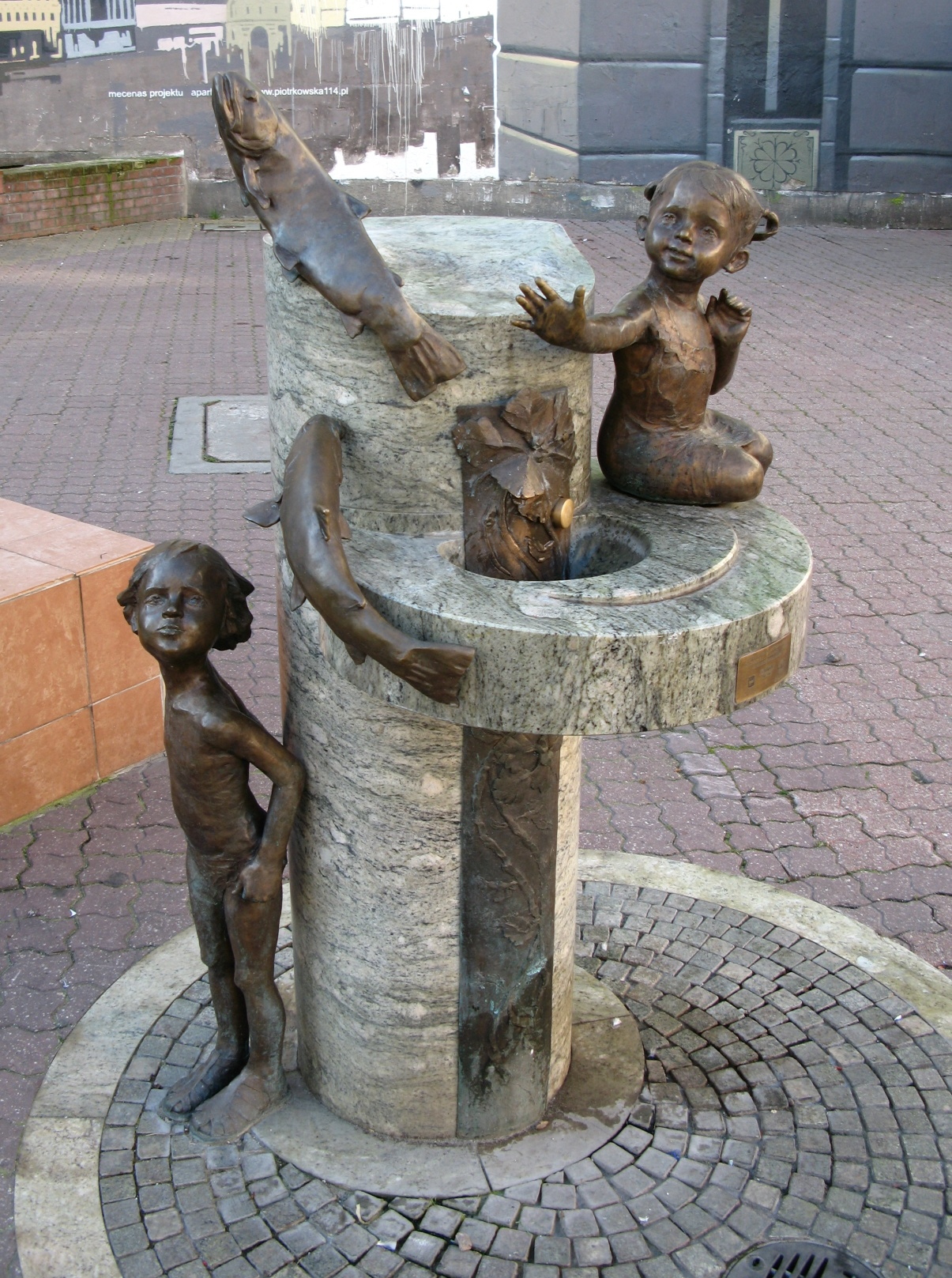
Pasaż Schillera
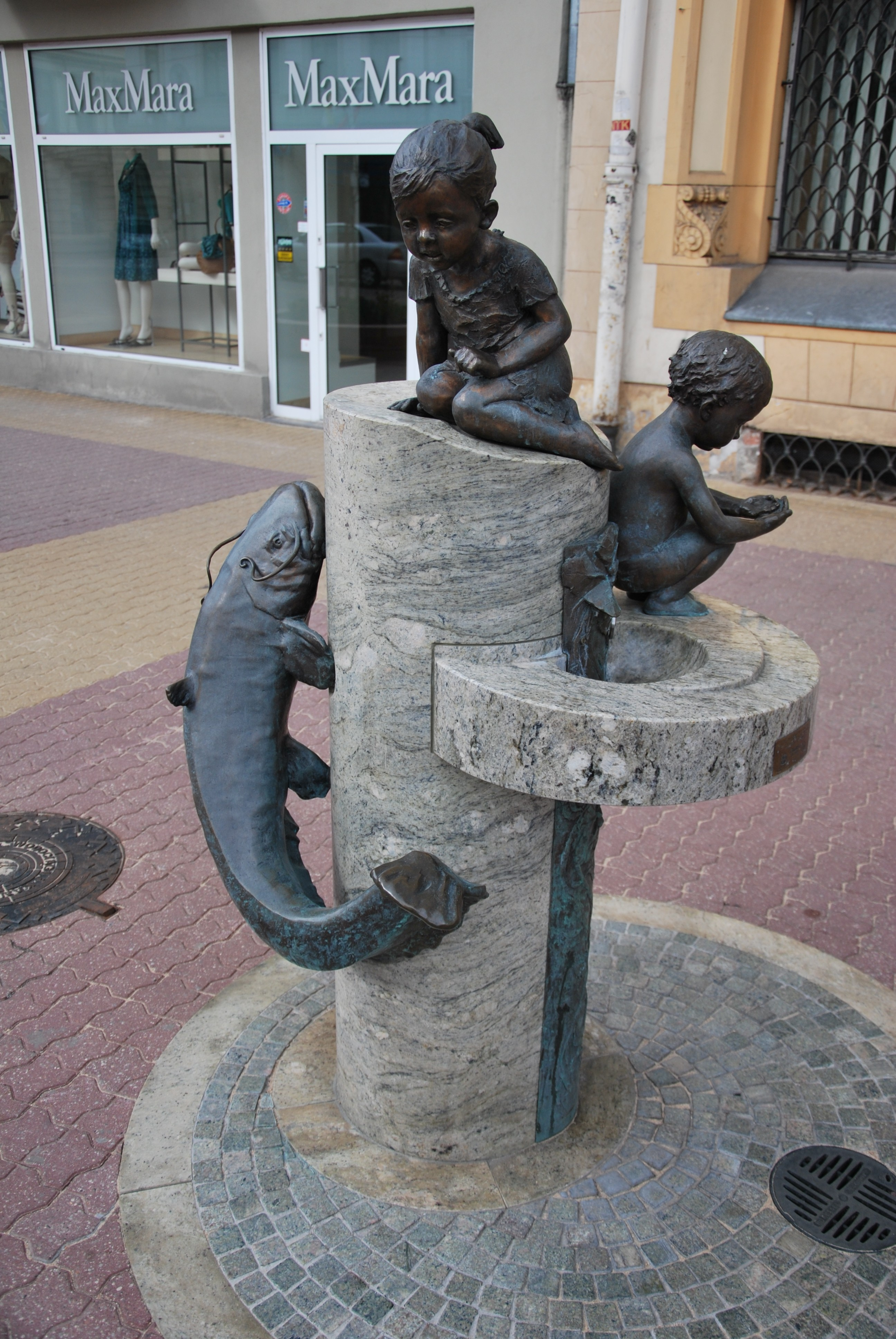
Piotrkowska przy Roosevelta
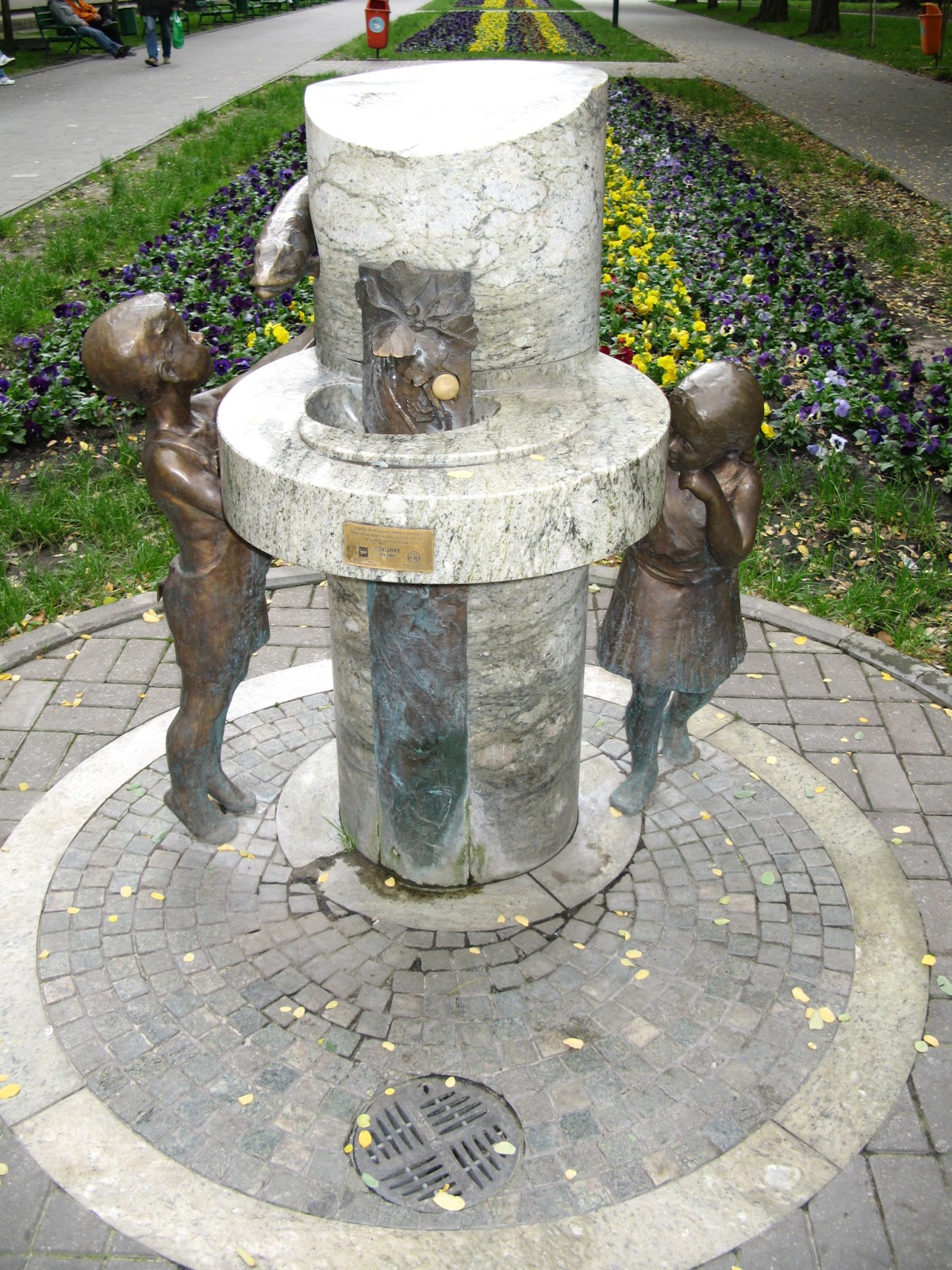
Pasaż Rubinsteina
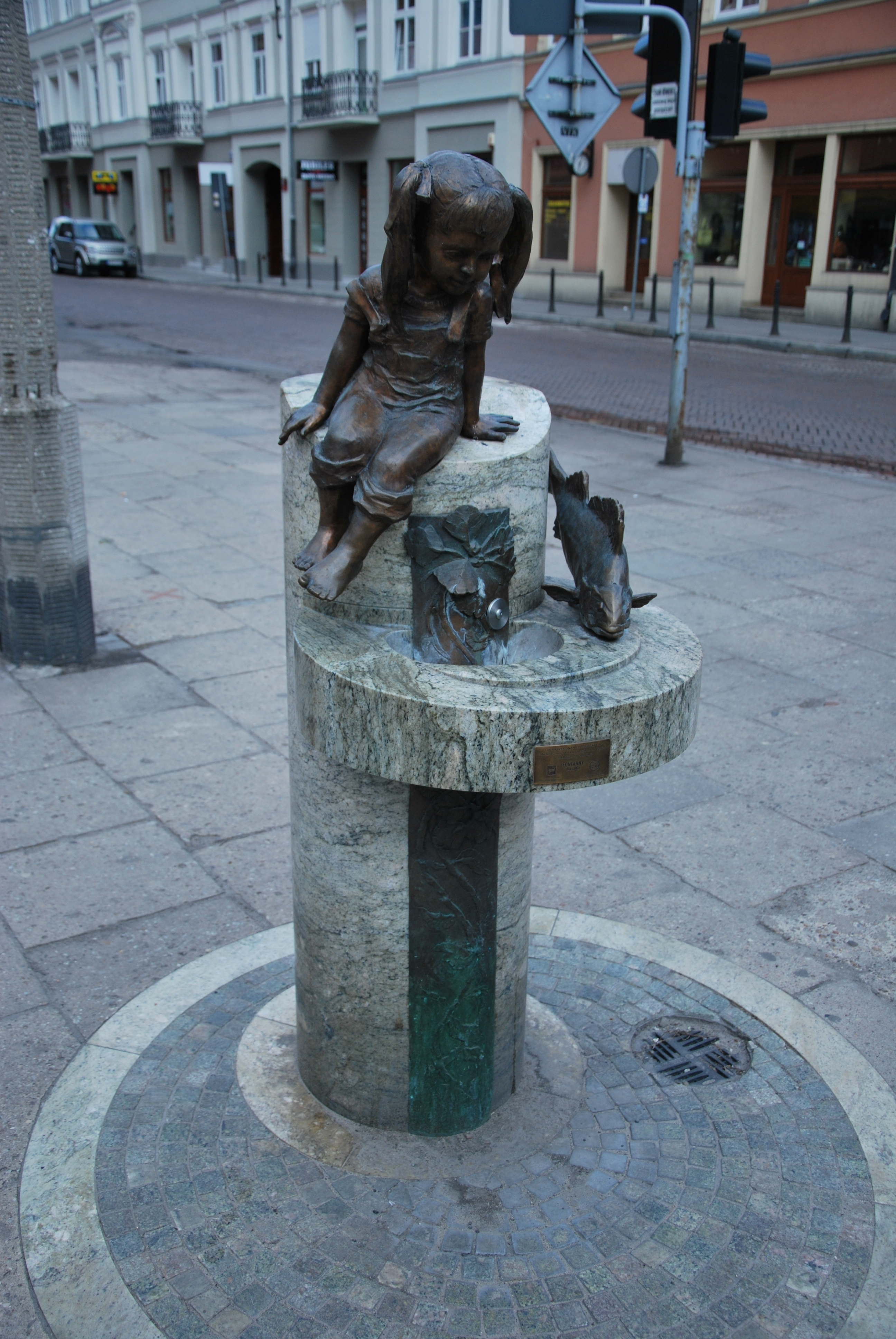
Piotrkowska przy DH Magda
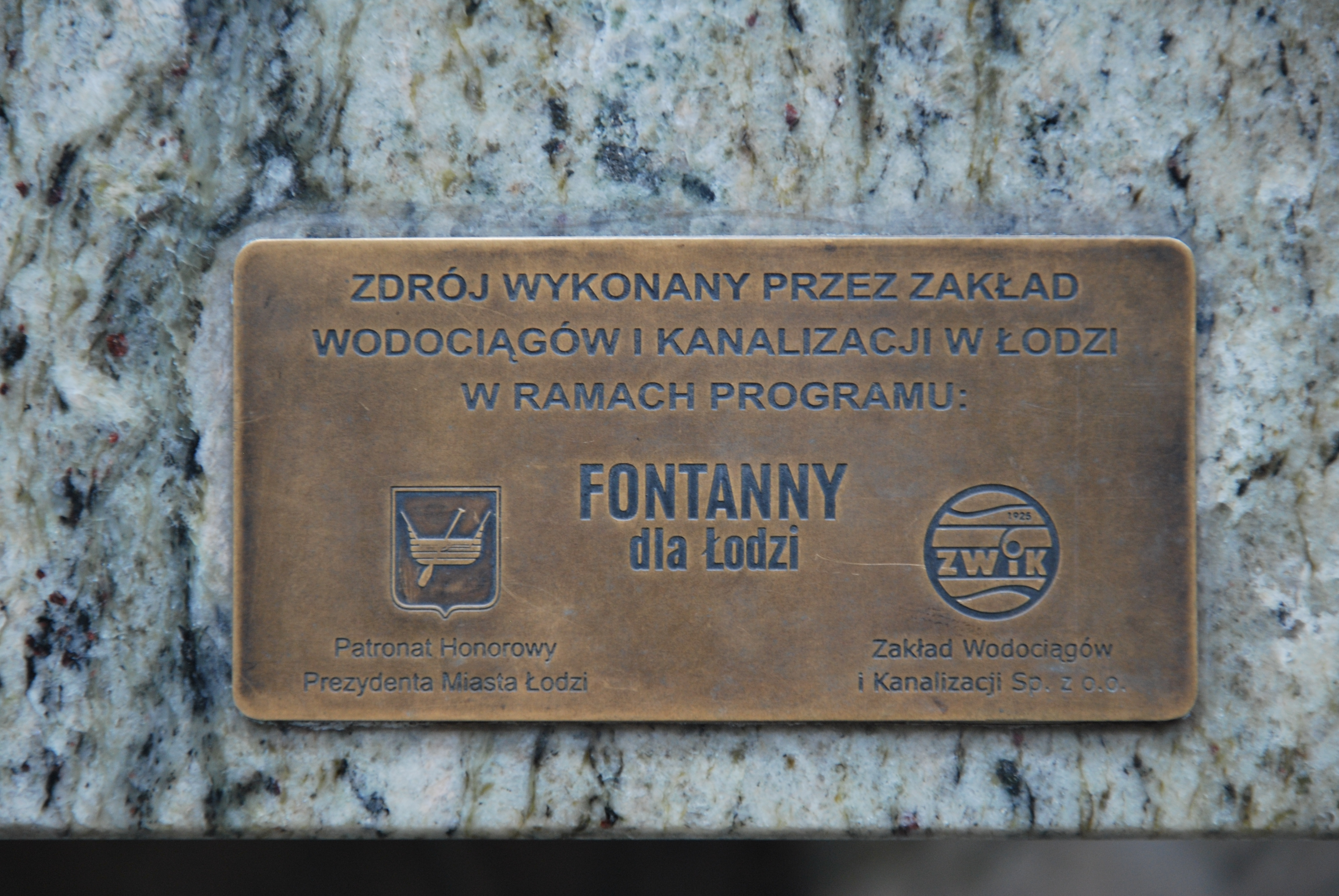
Tabliczka na zdroju